# Rolf Tibblin

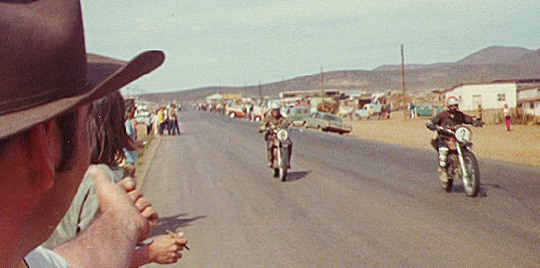
Rolf Tibblin (vänster) och Mickey Quade i Camalu, Mexico, under tävlingen Baja 1000 år 1972.

Rolf Tibblin, född 7 maj 1937 i Stockholm, blev 1962 och 1963 världsmästare i motocross 500 cc, båda gångerna på märket Husqvarna. Dessutom erövrade han EM-titeln i 250 cc-klassen 1959.
Han vann Novemberkåsan fem gånger i följd åren 1960–1964. Tibblin är bosatt i Sri Lanka.